# Sanktuarium Matki Bożej Dzikowskiej w Tarnobrzegu
Sanktuarium Matki Bożej Dzikowskiej, Kościół Wniebowzięcia Najświętszej Marii Panny – zabytkowy, barokowy kościół oraz przylegający do niego zespół dominikańskich budynków klasztornych w Tarnobrzegu. Kościół jest główną siedzibą katolickiej parafii Wniebowzięcia Najświętszej Maryi Panny. Budynki klasztorne są siedzibą męskiego konwentu Zakonu Kaznodziejskiego.
Sanktuarium Matki Bożej Dzikowskiej okazjonalnie jest też nazywane Sanktuarium Królowej Zagłębia Siarkowego, Sanktuarium Matki Bożej Tarnobrzeskiej lub Sanktuarium Świętej Rodziny z Dzikowa.
Współczesny kościół, zbudowany został w 1706 roku na miejscu dawnego drewnianego zespołu kościelno-klasztornego z 1677 roku. Głównym zadaniem poprzedniego budynku była ochrona cudownego obrazu Matki Bożej, przedtem przechowywanego w Zamku Tarnowskich w Dzikowie - rodowej siedziby rodziny Tarnowskich.

## Lokalizacja
Kościół i kompleks budynków klasztornych usytuowany jest na skarpie wiślanej, która w tym miejscu łagodnie opadała w kierunku zachodnim. W pierwotnej lokacji klasztor znajdował się na skraju prywatnej wsi rodziny Tarnowskich - Dzikowa. 
Obecnie znajduje się w zachodniej części miasta Tarnobrzega, na administracyjnym osiedlu Stare Miasto, przy ul. Kościuszki 2, w bezpośrednim sąsiedztwie głównego placu miejskiego - pl. Bartosza Głowackiego.

## Historia
Klasztor i kościół ufundowane zostały przez rodzinę Tarnowskich wiślickim aktem erekcyjnym z 29 czerwca 1676 roku. Jan Stanisław Amor Tarnowski - kasztelan Wojnicki - wraz z żoną Zofią Barbarą z Firlejów przekazali 12 braciom dominikanom także wieś Radowąż za Wisłą. 6 czerwca 1688 r. generał dominikanów Antonin Cloche na prośbę Zofii Tarnowskiej podniósł klasztor do rzędu klasztorów formalnych, czyli przeorskich. W 1693 r. dominikanie rozpoczęli budowę nowego kościoła. 22 czerwca 1703 roku, podczas budowy murowanej świątyni, ogień strawił pozostałą część drewnianego klasztoru. Nowy, murowany kościół oraz klasztor wzniesiono w stylu barokowym, a projektantem był Jan Michał Link. W sierpniu 1706 roku nowy, murowany kościół razem z ołtarzami konsekrował biskup bakowski Stanisław Franciszek Biegański. Całkowite wyposażenie wnętrza kościoła ukończono dopiero w r. 1782. W nocy z 5 na 6 czerwca 1862 wybuchł pożar, który poważnie zniszczył klasztor i przyległe budynki. Ogień przedostał się do wnętrza kościoła, strawił organy, ławki, osmalił ołtarze i ambonę, a cudowny obraz na czas remontu przeniesiono do Pałacu Tarnowskich. 7 września 1872 r. ponownie przeniesiono obraz Świętej Rodziny do kościoła. Obecny wygląd kościół oo. Dominikanów zawdzięcza Janowi Sasowi-Zubrzyckiemu. Pod jego kierownictwem w 1909 r. nastąpiła rozbudowa obiektu. 15 września 1914 podczas walk frontowych powybijano szyby i uszkodzono dachy kościelne. W 1915 roku żołnierze austriaccy zniszczyli chór, organy, sklepienia i ołtarze. Między 31 maja a 3 października obraz został ukryty przed zniszczeniem przez Zdzisława Tarnowskiego. W 1930 roku przystąpiono do gruntownej renowacji wnętrza świątyni. Remont ten miał na celu właściwe przyozdobienie świątyni, m.in. polichromią projektu lwowskiego malarza Karola Polityńskiego. Przeorem w okresie II wojny światowej był o. Fabian Madura, któremu kościół zawdzięcza uratowanie dzwonów kościelnych.

## Przeorzy

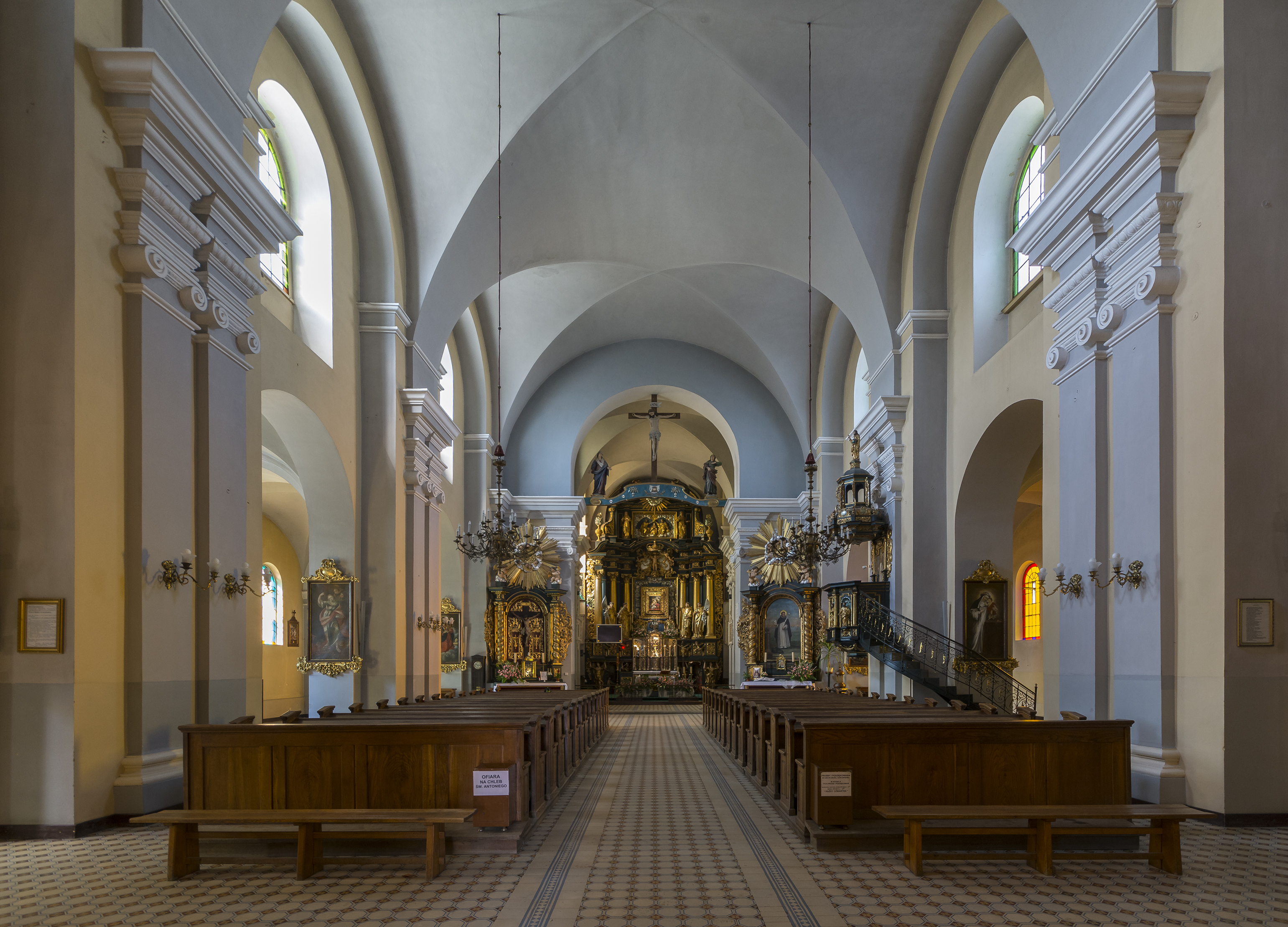
Wnętrze sanktuarium

- o. Józef Kostecki był przeorem i proboszczem parafii w latach 60. i 70. XX w.
- o. Witold Boroń w latach 80 i 90. XX w.
- 5.12.1939 r.– 1945 r. o. Fabian Madura
- 1990–1995 o. Stanisław Gołąb
- 1995–1999 o. Stanisław Repetowski
- 1999–2005 o. Maciej Złonkiewicz
- 2005–2010 o. Paweł Barszczewski
- 2010–2016 o. Krzysztof Parol
- 2016–2019 o. Marek Grzelczak
- 2019–2023 o. Karol Wielgosz
- od 2023 o. Mikołaj Walczak

## Kościół Wniebowzięcia

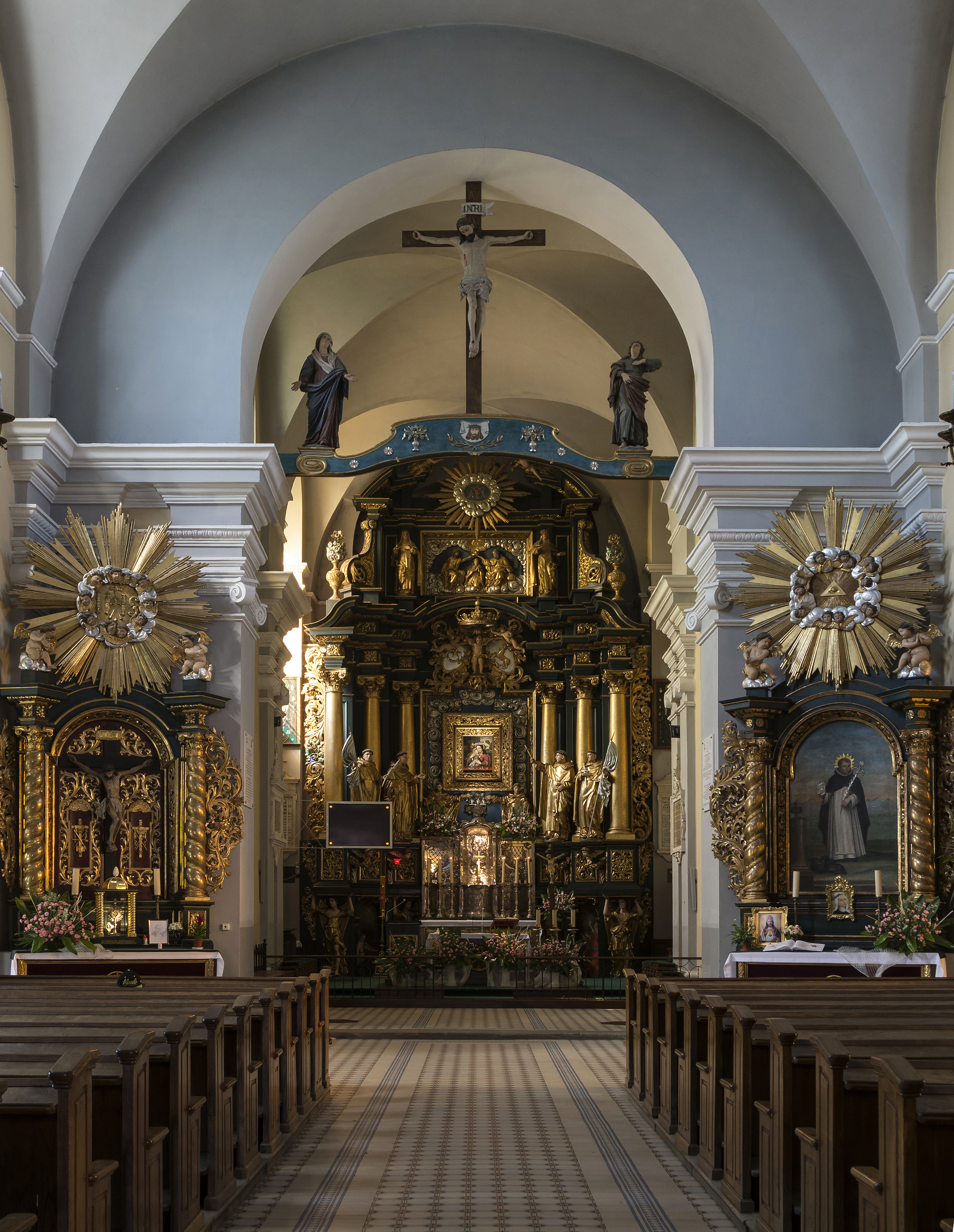
Ołtarz główny z cudownym obrazem

Trójnawowa świątynia zbudowana została w stylu barokowym. Otaczają ją trzypiętrowe skrzydła klasztoru na rzucie zbliżonym do kwadratu, z małym dziedzińcem wewnątrz.

### Prezbiterium
Prezbiterium jest lekko wydłużone, co jest typowe dla kościołów klasztornych, tak aby wszyscy zakonnicy mogli uczestniczyć we wspólnych modlitwach. Skierowane jest na zachód. W ścianie prezbiterium znajdują się liczne epitafia rodziny Tarnowskich. Po lewej stronie wkomponowano neorenesansowy nagrobek Juliusza Tarnowskiego - powstańca styczniowego.

#### Ołtarz główny

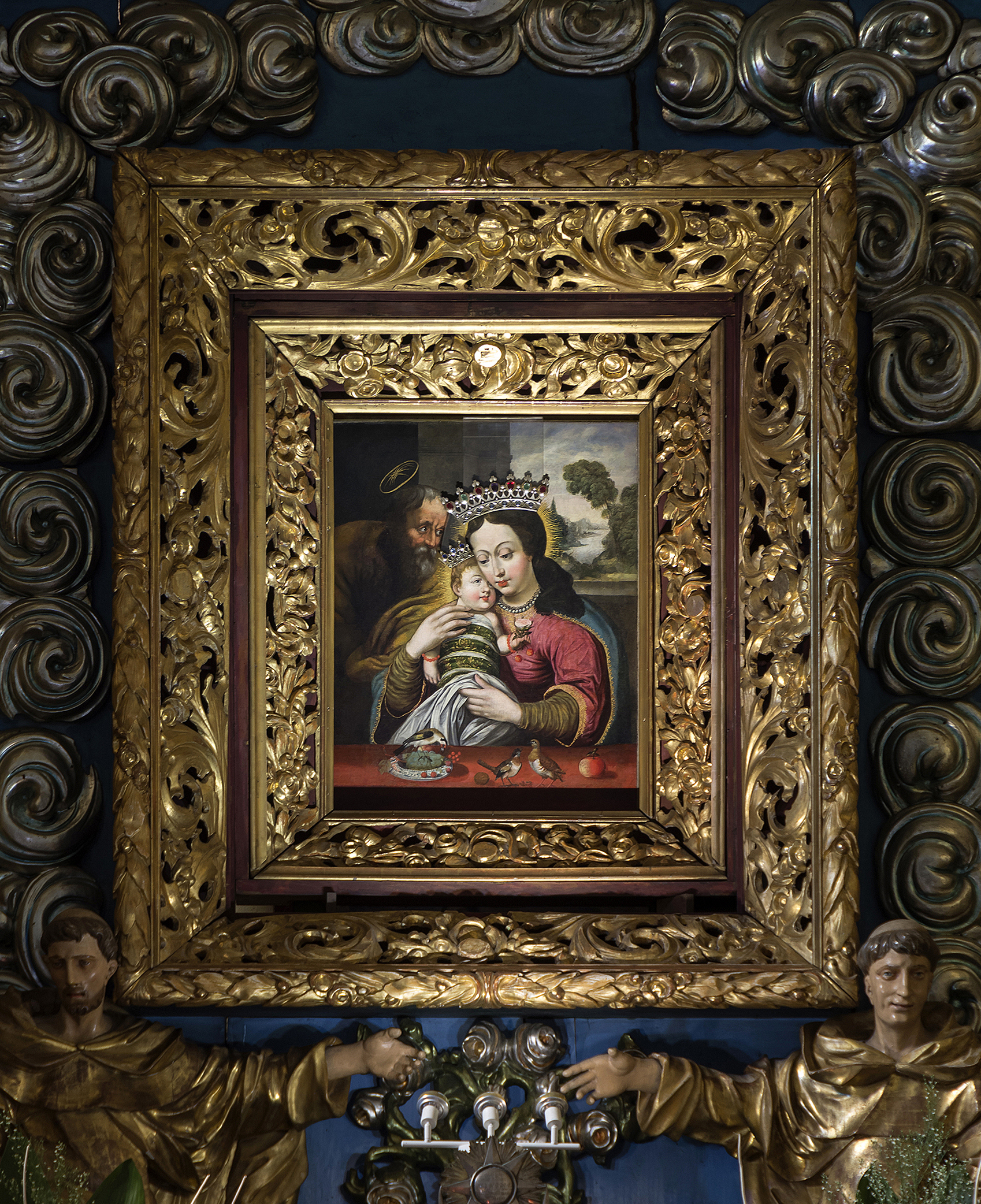
Obraz Matki Bożej Dzikowskiej

Wykonany przez snycerza krakowskiego Jerzego Hankisa, zapewne w r. 1706. Ołtarz wznosi się na potężnym cokole, podtrzymywanym przez dwie postaci klęczących aniołów. Centralnym punktem ołtarza jest obraz Matki Bożej Dzikowskiej. Nad nim umieszczono herb leliwa.

#### Krucyfiks
Nad wejściem do prezbiterium umieszczono belkę tęczową z przedstawieniem Chusty św. Weroniki i Narzędzi Męki Pańskiej oraz, na profilowanych cokołach ustawionymi figurami Ukrzyżowanego w asyście Matki Boskiej i św. Jana Ewangelisty.

#### Ołtarze boczne
Przejście do prezbiterium zamykają dwa podobne do siebie ołtarze św. Dominika oraz Chrystusa Ukrzyżowanego z płaskorzeźbionymi narzędziami Męki Pańskiej.

### Nawy boczne
W latach 1910–1912 kościół rozbudowano o dwie nawy boczne. Stylistyką nawiązują do ołtarza głównego. 

### Ołtarz Serca Bożego i Bożego Miłosierdzia
Znajdujący się w tylnej części ołtarz różni się wyglądem od reszty kościoła. Jest to dawny ołtarz z kaplicy Zamku Dzikowskiego. Po II wojnie światowej komunistyczne władze przejęły własność Tarnowskich, a w zamku utworzono rolniczą szkołę zawodową. Pozwolono jednak przenieść zabytkowy ołtarz z kaplicy do kościoła. Umieszczono nad nim obraz Jezusa Miłosiernego, z dwoma promieniami - czerwonym i białym, ale w odmienności od innych wizerunków Bożego Miłosierdzia, znajduje się tam także Serce Boże i to z niego wytryskują promienie. W 2002 r. - po ponownym otwarciu kaplicy w Zamku Dzikowskim - postanowiono zwrócić kaplicę na pierwotne miejsce. Ponieważ kult Bożego Miłosierdzia silnie związał się z tym ołtarzem, ówczesny przeor postanowił o ufundowaniu nowego ołtarza. Wykonany został z drewna dębowego i zawierał herb Zakonu Kaznodziejskiego. Operacja przeniesienia starego dzikowskiego ołtarza na pierwotne miejsce nie powiodła się, gdyż ołtarz ten był cały przyklejony do bocznej ściany. Pierwsze próby odklejenia ołtarza doprowadziły do lekkiego uszkodzenia ściany. Dalsze pracy mogłyby doprowadzić do zawalenia się ściany bocznej i pęknięcia ołtarza. Postanowiono, że kaplica Zamku Dzikowskiego otrzyma nowy, dębowy ołtarz, a ten zostanie już w kościele Wniebowzięcia NMP.

### Krypta
Pod kościołem znajduje się krypta, w której pochowani są głównie członkowie rodziny fundatorów kościoła - Tarnowskich.

### Kruchta
W kruchcie kościoła znajdują się monumentalne rzeźby Jezusa i Maryi. Nad wejściem do nawy głównej widnieje witraż przedstawiający ten sam wizerunek co na obrazie Matki Bożej Dzikowskiej. Po prawej stronie kruchty znajduje się spowiednica.

### Wieża

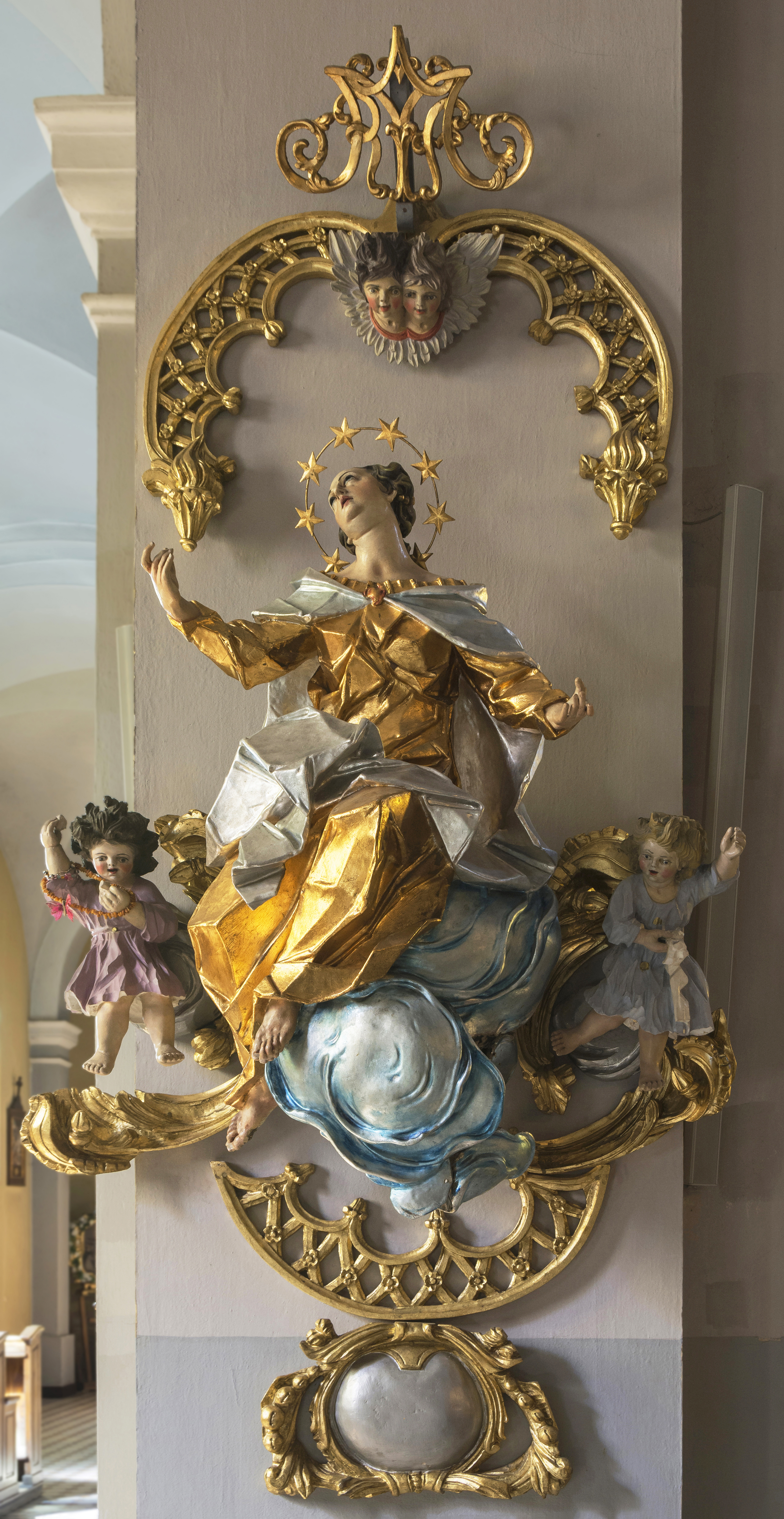
Wniebowzięcie Najświętszej Maryi Panny

Wybudowana w latach 1910–1912. Zaprojektowana przez Jana Sasa-Zubrzyckiego ze Lwowa.

### Polichromia
Od strony wschodniej namalowano polichromię przedstawiającą Matkę Bożą Różańcową.

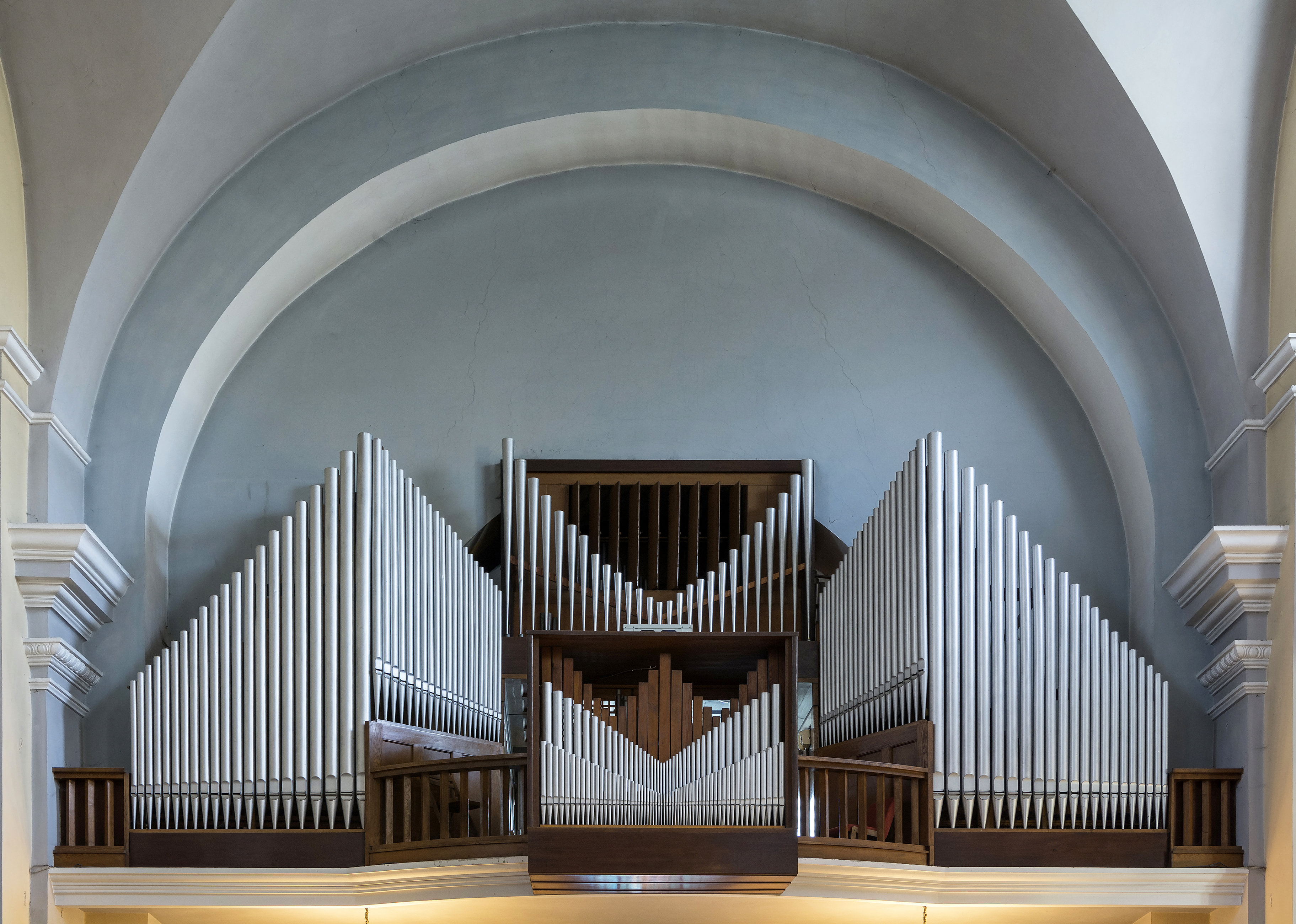
Organy

## Krypta i cmentarz przyklasztorny
W kościelnej krypcie rodziny Tarnowskich pochowani zostali:
- Józef Mateusz Amor Tarnowski (~1700–1744)
- Róża Konstancja Dunin-Karwicka (~1710–1773)
- Jan Jacek Tarnowski (1729–1807), starosta byszowski i kahorlicki
- Rozalia Tarnowska z Czackich (1753–1821)
- Jan Feliks Tarnowski (1777–1842), senator-kasztelan Królestwa Polskiego w latach 1818–1831
- Waleria Tarnowska, ze Strojnowskich (1782–1849), malarka-miniaturzystka
- Jan Bogdan Tarnowski (1805–1850), poseł do Sejmu Konstytucyjnego w Wiedniu i Kromieryżu (1848-1849)
- Gabriela Małachowska (1800–1862),
- Juliusz Stefan Józef Tarnowski (1840–1863), powstaniec styczniowy
- Jan Dzierżysław Tarnowski (1835–1894), poseł na Sejm Krajowy Galicji
- Stanisław Kostka Tarnowski (1837–1917), przywódca konserwatystów krakowskich, rektor UJ, poseł na Sejm Krajowy Galicji
- Zofia Zamoyska (1839–1930)
- Zofia Maria Róża Potocka (1879–1933)
- Zdzisław Jan Tarnowski (1862–1937), członek dziedziczny austriackiej Izby Panów i senator II Rzeczypospolitej Polskiej
- Andrzej Tarnowski (1909–1978)
- Artur Tarnowski (1903–1984), ostatni właściciel Dzikowa, poseł na Sejm II Rzeczypospolitej Polskiej
- Róża Maria Zamoyska (1911–2005)
- Marcin Juliusz Tarnowski (1935–2009)
- Paweł Zdzisław Tarnowski (1937–2017)

## Telewizja
Obraz z kościoła transmitują telewizje kablowe TSM i Siarkowiec.

## Tarnobrzeska Droga św. Jakuba
Kościół w najbliższej przyszłości będzie kościołem stacyjnym odnogi Małopolskiej Drogi św. Jakuba z Sandomierza przez Tarnobrzeg i Koprzywnicę do Rybnicy.